# Le Bois-d’Oingt
Le Bois-d'Oingt korábbi község (település) Franciaországban, Rhône megyében. 2017. január 1-jén Oingt és Saint-Laurent-d’Oingt községgel egyesült és Val d’Oingt új község része lett.
Lakosainak száma 2554 fő (2018. január 1.). Le Bois-d’Oingt Oingt, Saint-Laurent-d'Oingt, Saint-Vérand, Bagnols, Le Breuil, Légny és Moiré községekkel határos.

## Népesség
A település népességének változása:
| Lakosok száma | 2334 | 2440 | 4079 | 2503 | 2554 |
|               | 2013 | 2015 | 2016 | 2017 | 2018 |